# コスモポリタン (カクテル)
コスモポリタン（英: Cosmopolitan）は、ウォッカ、コアントロー、クランベリージュース、フレッシュライムジュースを用いたカクテル。

## 概要
「コスモポリタン」は「国際人」といった意味合いである。コアントローのオレンジ風味にクラベリーとライムの味が調和したフルーティは味わいが特徴。
発祥ははっきりとはわかっていない。
1930年代に出版されたカクテルブックにも「Cosmopolitan」の名を冠したカクテルはたびたび掲載されているが、以下に掲載している国際バーテンダー協会のレシピとは大きくことなるレシピであり（ウォッカではなくジンをベースにし、クランベリージュースではなくラズベリージュースを使ったレシピなど）、またレシピも一定ではない。
1970年代にはクランベリージュースが使われるようになり、1990年代にはシトラス風味のフレイバード・ウォッカが使われるようになった。ウォッカを用いるレシピは1980年代に誕生したのではないかと推測されるが、諸説有って確たる証拠は発見されていない。また、各材料の配合比率もさまざまである。これは使用するクランベリージュースの濃縮度によって味わいが変わってくることも影響している。
1996年の映画『エビータ』の撮影の合間に主人公役のマドンナがコスモポリタンを飲んでいたり、アメリカ合衆国の連続テレビドラマ『セックス・アンド・ザ・シティ』で主人公たちがたびたび飲んでいたことで世界的にも知名度が高まった。

## レシピの例
国際バーテンダー協会のレシピを以下に挙げる。
材料
- シトラス・ウォッカ - 40ml
- コアントロー - 15ml
- フレッシュライムジュース - 15ml
- クランベリージュース- 30ml

作り方
1. 氷と全ての材料をシェイクし、大型のカクテルグラスに注ぐ。
2. レモンの皮を捻ったもの（レモンツイスト）を飾る。

シトラス・ウォッカは、フレイバード・ウォッカの1種であり、柑橘類の香味を付けたウォッカである。